# Miss Continente Americano 2010
Miss Continente Americano 2010, en su quinta versión, se celebró en Guayaquil, Ecuador el 18 de septiembre de 2010. Al final del evento, Lina Marcela Mosquera Ochoa, Miss Continente Americano 2009, representante de Colombia, coronó a su sucesora, Giuliana Myriam Zevallos Roncagliolo, representante de Perú.

## Posiciones
| Posición                       | Candidata                                                                                          |
| ------------------------------ | -------------------------------------------------------------------------------------------------- |
| Miss Continente Americano 2010 | - Perú - Giuliana Zevallos                                                                         |
| 1.ª finalista                  | - México - Karla Carrillo                                                                          |
| 2.ª finalista                  | - Brasil - Marylia Bernardt                                                                        |
| Finalistas (Top 6)             | - Colombia - Viviana Gómez - República Dominicana - Alma Álvarez - Venezuela - Gabriela Concepción |

## Premios especiales
| Premio               | Candidata                      |
| -------------------- | ------------------------------ |
| Mejor Traje Nacional | - Perú - Giuliana Zevallos     |
| Miss Simpatía        | - Brasil - Marylia Bernardt    |
| Miss Fotogénica      | - Canadá - Chanel Beckenlehner |
| Miss Rostro Yanbal   | - Perú - Giuliana Zevallos     |

## Candidatas
20 candidatas participaron.
| País                 | Candidata                            | Edad | Estatura (cm) | Procedencia                |
| -------------------- | ------------------------------------ | ---- | ------------- | -------------------------- |
| Argentina            | Mariana Arambarry Mantegazza         | 21   | 1.77 m        | Ingeniero Luiggi           |
| Bolivia              | Paula Andrea Peñarrieta Chaga        | 21   | 1.78 m        | Cochabamba                 |
| Brasil               | Marylia Bernardt                     | 21   | 1.77 m        | Medianeira                 |
| Canadá               | Chanel Beckenlehner                  | 22   | 1.73 m        | Toronto                    |
| Chile                | Sofía Viacava Canessa                | 22   | 1.80 m        | Santiago                   |
| Colombia             | Leydi Viviana Gómez Cortés           | 21   | 1.70 m        | Yotoco                     |
| Costa Rica           | Alejandra Álvarez Rojas              | 24   | 1.68 m        | San José                   |
| Ecuador              | Lady Fernanda Mina Lastra            | 24   | 1.71 m        | Guayaquil                  |
| El Salvador          | Sonia Yesenia Cruz Ayala             | 20   | 1.73 m        | San Salvador               |
| Guatemala            | Wendy Karina Albizurez Del Cid       | 21   | 1.70 m        | Chimaltenango              |
| Honduras             | Karen Sabillón                       | 21   | 1.77 m        | Santa Bárbara              |
| México               | Karla María Carrillo González        | 22   | 1.76 m        | Guadalajara                |
| Nicaragua            | Scharllette Alexandra Allen Moses    | 18   | 1.80 m        | Bluefields                 |
| Panamá               | Joan Nachell Ramos Castillo          | 23   | 1.77 m        | Panamá                     |
| Paraguay             | María José Paredes González          | 19   | 1.73 m        | Ciudad del Este            |
| Perú                 | Giuliana Myriam Zevallos Roncagliolo | 22   | 1.80 m        | Lima                       |
| Puerto Rico          | Nicole De La Torre                   | 18   | 1.71 m        | Cabo Rojo                  |
| República Dominicana | Alma Virginia Álvarez Alfonso        | 18   | 1.78 m        | Santiago de los Caballeros |
| Uruguay              | Eliana Sabrina Olivera Gonnet        | 22   | 1.75 m        | Montevideo                 |
| Venezuela            | Gabriela Nidioska Concepción Guzmán  | 20   | 1.80 m        | Puerto Cabello             |

## Destituciones
- México - Verónica Llamas, fue destituida como Nuestra Belleza Zacatecas 2009 por posar en topless en una revista para caballeros, por lo tanto el comité de Nuestra Belleza México decidió no enviarla como su representante, en su lugar participa Karla Carrillo, Nuestra Belleza México 2009[3]

## Datos acerca de las candidatas
- Participaciones en Miss Internacional:
  -  Bolivia - Paula Peñarrieta (2008)
  -  Guatemala - Wendy Albizurez (2008)
  -  Canadá - Chanel Beckenlehner (2009)
  -  Colombia - Viviana Gómez (2010)
  -  Paraguay - María José Paredes (2010)

- Participaciones en Miss Universo:
  -  México - Karla Carrillo (2009)
  -  Ecuador - Lady Mina (2010)
  -  El Salvador - Sonia Cruz (2010)
  -  Nicaragua - Scharllette Allen (2010)
  -  Perú - Giuliana Zevallos (2010)
  -  Canadá - Chanel Beckenlehner (2014)

- Otras participaciones:
  -  Ecuador - Lady Mina Participó en (Reina Hispanoamericana 2010) sin lograr clasificaciòn.
  -  Chile - Sofía Viacava (Miss Italia Nel Mondo 2009)
  -  Venezuela - Gabriela Concepción (Top Model of The World 2010) - 1.ª. Finalista
  -  Uruguay - Eliana Olivera (Miss Mundo 2010)
  -  Costa Rica - Alejandra Álvarez (Miss Earth 2010)
  -  Canadá - Chanel Beckenlehner (Reinado Internacional del Café 2009) donde formó parte del Top 10.